# Neuf-Marché
Neuf-Marché är en kommun i departementet Seine-Maritime i regionen Normandie i norra Frankrike. Kommunen ligger i kantonen Gournay-en-Bray som tillhör arrondissementet Dieppe. År 2022 hade Neuf-Marché 647 invånare.

## Befolkningsutveckling
Antalet invånare i kommunen Neuf-Marché
| Referens: INSEE |